# 조엘 맥키넌 밀러
조엘 매키넌 밀러(Joel McKinnon Miller, 1960년 2월 21일 ~ )는 미국의 배우이다.
미네소타주에서 태어났다.

## 출연 작품
- 샷건 웨딩 (2013년)
- 러쉬라이트 (2013년) - 살 마리나로 역
- 아틀라스 슈러그드: 파트 1 (2011년)
- 슈퍼 에이트 (2011년) - 미스터 카즈닉 역
- 라디오 프리 앨브무스 (2010년)
- 더 블루 아워 (2007년)
- 델타 파스 (2007년)
- 러브 컴즈 투 더 엑시큐셔너 (2006년)
- 저스트 라이크 헤븐 (2005년)
- 애프터 썬셋 (2004년)
- 언컨디셔널 러브 (2002년)
- 맨 인 블랙 2 (2002년)
- 제니 프로젝트 (2001년)
- 러시 아워 2 (2001년)
- 2번 레인의 기적 (2000년)
- 패밀리 맨 (2000년)
- 더 서틴스 이어 (1999, The Thirteenth Year)
- 갤럭시 퀘스트 (1999년)
- 트루먼 쇼 (1998년)
- 메이커 (1997년)
- 백조 공주 (1994년)
- 사랑 이야기 (1992년)

### 텔레비전
- 라스베가스 (2005-06)
- 빅 러브 (2006-11) - 돈 엠브리 역
- 브루클린 나인-나인 (2013-21)